# Редкие события
Редкие события — это события, которые происходят с низкой частотой, или гипотетические события, которые имеют потенциально широко распространенное влияние и могут дестабилизировать общество. К редким событиям относятся явления природы (крупные землетрясения, цунами, ураганы, наводнения, астероидные удары, солнечные вспышки и т. д.), антропогенные опасности (военные действия и связанные с ними формы насильственных конфликтов, террористические акты, промышленные аварии, финансовые и товарные рынки и т. д.), а также явления, для которых природные и антропогенные факторы взаимодействуют сложными способами (распространение эпидемических заболеваний, изменения климата, связанные с потеплением климата и т. д.).

## Введение
Редкие события — это дискретные события, которые статистически «невероятны» в том, что они очень редко наблюдаются. Несмотря на статистическую маловероятность, такие события могут быть правдоподобны, если исторические примеры подобных событий были задокументированы. Научный и популярный анализ редких событий часто фокусируется на тех событиях, от которых разумно ожидать существенного негативного влияния на общество, в том числе экономических последствий и человеческих жертв. Примерами таких событий могут быть 8,0+ землетрясение магнитудой Рихтера, ядерный инцидент, который убивает тысячи людей, или 10 % + однодневное изменение стоимости индекса фондового рынка.

## Моделирование и анализ
Моделирование редких событий (rare event modeling, REM) — попытки охарактеризовать параметры статистического распределения, возникновение и динамику статистически редких событий.